# Rasta Rockett
Pour plus de détails, voir Fiche technique et Distribution.
Rasta Rockett (Cool Runnings), ou Les Apprentis champions au Québec, est un film américain réalisé par Jon Turteltaub, sorti en 1993. Le film s'inspire de la participation de la Jamaïque aux épreuves de bobsleigh aux Jeux olympiques d'hiver de 1988.
Le film connaît le succès à sa sortie, aussi bien de la part du public que des critiques. L'album de la bande originale se vend également bien, porté par la reprise de I Can See Clearly Now par Jimmy Cliff.

## Synopsis
En novembre 1987, le sprinteur jamaïcain Derice Bannock a un rêve dans la vie : aller aux Jeux olympiques et ainsi marcher dans les pas de son père Ben Bannock, champion olympique du 200 mètres aux Jeux olympiques d'été de 1968 à Mexico. Il suit pour cela un entraînement rigoureux et peut compter sur le soutien de sa femme et de son meilleur ami, Sanka Coffie. Ce dernier est un bon vivant insouciant et sept fois champion de push car. Le jour des qualifications sur le 100 mètres pour les Jeux olympiques de Séoul à venir, Derice est considéré comme le favori. Alors qu'il est en tête de la course avec Junior Bevil et Yul Brenner, le premier chute et entraîne les deux autres. Malgré les réclamations de Derice, le président de la fédération jamaïcaine d'athlétisme refuse de faire recourir la course.
Derice apprend alors que Irvin Blitzer, double champion olympique de bobsleigh aux Jeux olympiques d'hiver de 1964 à Innsbruck et à ceux de Grenoble en 1968, avait autrefois approché son père pour le recruter dans son sport : Irving avait en effet une théorie reposant sur l'utilisation de quatre sprinteurs pour pousser le bobsleigh au démarrage et gagner ainsi de précieuses secondes dans ce moment capital. Derice apprend qu'Irving a pris sa retraite à la Jamaïque et, avec Sanka, le retrouve dans un café de Sandy Bay, reconverti dans les paris hippiques. Mais l'ancien entraîneur a changé et n'est plus intéressé par le bobsleigh mais accepte finalement à contre-cœur d'entraîner une équipe après avoir appris la filiation de Derice avec Ben Bannock, avec l'objectif de participer aux prochains Jeux olympiques d'hiver de Calgary.
Sanka accepte de délaisser un temps le push car, malgré sa peur panique de la glace et du froid ainsi qu'une condition physique plus que moyenne, pour être l'un des bobeurs aux côtés de Denis, mais le trio ne trouve pas d'autres équipiers en raison de la dangerosité de ce sport. Finalement, les deux concurrents malchanceux des sélections olympiques d'athlétisme — Yul Brenner et Junior Bevil — se présentent à leur tour et acceptent de faire partie de l'équipe, malgré la rancune tenace que Yul a toujours envers Junior. Ce dernier, fils d'un richissime homme d'affaires de Kingston, cache à son paternel son nouveau sport. Malgré les progrès de l'équipe observés par Irving à force d'entraînement, le comité olympique jamaïcain refuse de financer leur participation aux Jeux olympiques, jugeant que leur manque d'expérience apportera la honte à la Jamaïque. Échouant à trouver des sponsors ou à obtenir des fonds, la solution vient de Junior qui vend sa voiture, permettant à l'équipe de de s'envoler pour Calgary.
Sur place, les quatre Jamaïcains font la découverte de ce qu'est véritablement le bobsleigh, à savoir un sport d'hiver, implicitement réservé aux blancs. Blessés par l'attitude humiliante de certains athlètes à leur égard, notamment l'équipe de l'Allemagne de l'Est face auxquels une rixe éclate dans un bar, les quatre équipiers vont alors chercher à montrer leur vraie valeur et à se faire une place dans ce monde fermé. Dans le même temps, Yul et Junior se réconcilient. Après s'être qualifiés avec un bob de fortune prêté par l'équipe des États-Unis, ils sont disqualifiés pour un motif fallacieux ; il s'agit en réalité d'une manœuvre de Kurt Hemphill, l'ancien entraîneur d'Irving. En effet, lors des Jeux de Sapporo en 1972, Irving avait alourdi l'avant de son bobsleigh pour gagner en vitesse, humiliant ainsi son entraîneur et son équipe en plus de lui valoir d'être disqualifié.
Après qu'Irving soit intervenu en pleine réunion du comité international olympique pour demander à Kurt de ne pas sanctionner ses joueurs pour une faute que lui seul à commise, ils sont réintégrés. Lors de l'épreuve, réalisée en trois descentes réparties sur trois jours, ils effectuent d'abord une première prestation catastrophique en terminant derniers, Derice cherchant absolument à imiter le style des autres équipes et notamment la Suisse. Sanka encourage le soir même ses équipiers à trouver leur propre style et concourir comme des jamaïcains et non en copiant les autres. Ce changement porte ses fruits car lors de la deuxième journée, l'équipe réalise le huitième meilleur temps, laissant entrevoir la possibilité de remporter une médaille. Mais lors de leur dernière tentative le lendemain, alors qu'ils démarrent sur les chapeaux de roue et obtiennent des temps intermédiaires excellents, une lame de leur bobsleigh se détache, provoquant leur crash. Arrêtés dans la dernière ligne droite et déterminés à terminer la course, ils hissent l'engin sur leurs épaules pour franchir la ligne d'arrivée sous les ovations de la foule.

## Fiche technique
Sauf indication contraire, les informations mentionnées dans cette section peuvent être confirmées par la base de données cinématographiques IMDb,  présente dans la section « Liens externes ».
- Titre français : Rasta Rockett
- Titre original : Cool Runnings
- Titre québécois : Les Apprentis champions
- Réalisation : Jon Turteltaub
- Scénario : Lynn Siefert, Michael L. Goldberg et Tommy Swerdlow, d'après une idée de Michael Ritchie et Lynn Siefert
- Musique : Hans Zimmer
- Direction artistique : Rick Roberts
- Décors : Lesley Beale
- Costumes : Grania Preston
- Photographie : Phedon Papamichael
- Montage : Bruce Green
- Production : Dawn Steel (en)
  - Production déléguée : Susan B. Landau et Christopher Meledandri
  - Assistant de production : Jeffrey Bydalek
- Société de production : Walt Disney Pictures
- Société de distribution : Buena Vista Distribution Company
- Pays de production :  États-Unis
- Budget : 14 000 000 $[1]
- Langues originales : anglais, allemand, russe
- Format : couleur (Technicolor) et Noir et blanc (images d’archives) - 35 mm - 1,85:1 - Filmé en Panaflex - Son : Dolby Stéréo
- Genre : comédie, sport
- Durée : 98 minutes
- Dates de sortie :
  - États-Unis : 1er octobre 1993
  - France : 13 avril 1994
  - Canada : 24 juin 1994

## Distribution
- Leon Robinson (VF : Pascal Nzonzi ; VQ : Daniel Roussel) : Derice Bannock
- John Candy (VF : Daniel Russo ; VQ : Jean-Marie Moncelet) : Irving « Irv » Blitzer
- Doug E. Doug (VF : Pascal Légitimus ; VQ : Marc Labrèche) : Sanka Coffie[2]
- Malik Yoba (VF : Thierry Desroses ; VQ : Éric Gaudry) : Yul Brenner[3]
- Rawle D. Lewis (VF : José-Philippe Dalmat ; VQ : Benoît Rousseau) : Junior Bevil
- Raymond J. Barry (VQ : Hubert Gagnon) : Kurt Hamphill
- Peter Outerbridge (VF : Emmanuel Curtil) : Josef Grool
- Paul Cœur (VQ : Marc Bellier) : Roger
- Larry Gilman (VF : Jean-Pierre Leroux ; VQ : Jean-Luc Montminy) : Larry
- Charles Hyatt (en) (VF : Robert Liensol ; VQ : Jean Fontaine) : Whitby Bevil Senior
- Winston Stona (en) (VQ : Vincent Davy) : Barrington Coolidge
- Bertina Macauley (VF : Sylvie Laporte ; VQ : Johanne Léveillée) : Joy Bannock
- Pauline Stone Myrie (VF : Firmine Richard ; VQ : Hélène Mondoux) : Momma Coffie
- Al Trautwig (en) (VQ : Alain Zouvi) : lui-même
- John Morgan (en) (VF : Gérard Surugue ; VQ : Yvan Benoît) : lui-même

## Production

### Genèse et développement
Le scénario s'inspire en partie de la participation d'une équipe jamaïcaine aux Jeux olympiques de 1988 composée de Dudley et Chris Stokes, de Devon Harris, Michael White et Samuel Clayton Jr. Les droits de leur histoire sont achetés par Jeff Sagansky, alors président de TriStar, en 1989. Le projet est développé par le producteur Dawn Steel et passe ensuite chez Columbia Pictures. Après son départ de Columbia, Dawn Steel parvient à faire concrétiser le projet chez Walt Disney Pictures. Les premières ébauches de scénario prévoient un film plus dramatique et intitulé Blue Maaga. Brian Gibson, Fran Rubel Kuzui et Jeremiah S. Chechik sont un temps évoqués à la mise en scène. C'est finalement Jon Turteltaub qui est choisi comme réalisateur.

### Attribution des rôles
Denzel Washington et Eddie Murphy ont respectivement refusé les rôles de Derice Bannock et Sanka Coffie. Disney envisageait par ailleurs Wesley Snipes pour le rôle de Yul, Marlon Wayans en Junior Bevil et John Candy dans le rôle du coach Irving Blitzer. Finalement, seul ce dernier est dans le film. Les rôles des quatre Jamaïcains sont tenus par Leon Robinson, Doug E. Doug, Malik Yoba et Rawle D. Lewis. Il s'agit du premier film dans lequel apparaissent les deux derniers. Le rappeur Tupac Shakur aurait auditionné pour un rôle, alors que Cuba Gooding Jr., Jeffrey Wright et Eriq La Salle ont été envisagés.
Il s'agit de l'un des derniers films de John Candy, décédé le 4 mars 1994 au Mexique des suites d'une crise cardiaque pendant le tournage de Pionniers malgré eux.

### Tournage
Le tournage a lieu entre février et avril 1993, en Jamaïque (Ocho Rios, Montego Bay, etc.) et au Canada (Calgary).

## Bande originale
La musique originale est composée par Hans Zimmer. L'album de la bande originale se vend assez bien, portée par la reprise de I Can See Clearly Now par Jimmy Cliff qui se classe au top 40 des singles notamment aux États-Unis, au Canada, en France ou encore au Royaume-Uni,. L'album contient plusieurs reprises comme Wild Wild Life de Talking Heads (interprétée par The Wailing Souls) ou encore Stir It Up de Bob Marley chantée par Diana King.
Dans le film, on peut également entendre Le Beau Danube bleu de Johann Strauss II, dans la séquence où l'équipe jamaïcaine regarde les patineurs s'entraîner.
| No  | Titre                                                          | Auteur                                                                      | Interprètes           | Durée |
| --- | -------------------------------------------------------------- | --------------------------------------------------------------------------- | --------------------- | ----- |
| 1.  | Wild Wild Life                                                 | David Byrne                                                                 | The Wailing Souls     | 3:36  |
| 2.  | I Can See Clearly Now                                          | Johnny Nash                                                                 | Jimmy Cliff           | 3:16  |
| 3.  | Stir It Up                                                     | Bob Marley                                                                  | Diana King            | 3:49  |
| 4.  | Cool Me Down                                                   | Norman Jackson                                                              | Tiger                 | 3:50  |
| 5.  | Picky Picky Head                                               | Lloyd McDonald                                                              | The Wailing Souls     | 4:10  |
| 6.  | Jamaican Bobsledding Chant                                     | Malik Yoba, Charmaine LaCosta, Sabrina Cohen, Angela Wilks, and Linda Scott | Worl-A-Girl           | 4:16  |
| 7.  | Sweet Jamaica                                                  | Patrick Barrett, Garnett Smith                                              | Tony Rebel            | 3:51  |
| 8.  | Dolly My Baby                                                  | William Maragh, T. Sparks                                                   | Super Cat             | 3:32  |
| 9.  | The Love You Want                                              | Winston Matthews, Lloyd McDonald, Richard Feldman                           | Wailing Souls         | 3:59  |
| 10. | Countrylypso                                                   | Hans Zimmer                                                                 | Hans Zimmer           | 2:48  |
| 11. | The Walk Home                                                  | Hans Zimmer                                                                 | Hans Zimmer           | 4:37  |
| 12. | Rise Above It (titre bonus sur certaines éditions européennes) | P. C. Harris, Peter Curry                                                   | Lock Stock and Barrel | 3:32  |

## Accueil

### Critiques
Le film reçoit des critiques assez positives. Sur l'agrégateur américain Rotten Tomatoes, il récolte 74% d'opinions favorables pour 35 critiques et une note moyenne de 6,05⁄10. Sur Metacritic, il obtient une note moyenne de 60⁄100 pour 17 critiques.
En France, le film obtient une note moyenne de 3⁄5 sur le site AlloCiné, qui recense 3 titres de presse.

### Box-office
Le film est un succès commercial mondial. En France, il dépasse les 2 millions d'entrées et se classe 11e du box-office annuel français. Il est le quinzième plus gros succès de 1993 aux États-Unis.
| Pays ou région    | Box-office        | Date d'arrêt du box-office | Nombre de semaines |
| ----------------- | ----------------- | -------------------------- | ------------------ |
| États-Unis Canada | 68 856 263 $      | 13 janvier 1994            | 15                 |
| France            | 2 523 167 entrées |                            |                    |
| Total mondial     | 154 856 263 $     | -                          | -                  |

## Distinctions

### Récompenses
- Festival du film d'humour de Chamrousse 1994 : prix du public[14]
- BMI Film Music Award 1994 pour Hans Zimmer[15]
- Goldene Leinwand 1995

### Nominations
- Young Artist Awards 1994 : meilleur film familial de comédie

## Commentaires
Le film prend quelques libertés avec la réalité :
- Irving Blitzer est un personnage totalement fictif : la vraie équipe avait plusieurs entraîneurs et aucun d'entre eux n'avait trempé dans des affaires de tricheries.
- L'équipe originale était composée de militaires et non de sprinters ayant échoué aux sélections olympiques, d'autant plus que ces dernières ont traditionnellement lieu après les Jeux d'hiver.
- Ce n'est pas la vente d'une voiture qui a permis aux Jamaïcains de partir pour Calgary, mais celle de T-shirts souvenirs à leur effigie[16].

On peut également relever de petits détails anachroniques :
- Sur le plan général montrant les drapeaux des nations participant aux JO, on peut apercevoir :
  - celui du Sri Lanka (sur la gauche). Or cet État n'a jamais participé aux Jeux olympiques d'hiver.
  - celui de la Russie (blanc-bleu-rouge horizontal) alors que, en 1988, c'était encore celui de l'URSS (rouge avec la faucille et le marteau dans le coin en haut à gauche).
  - celui de la Roumanie (bleu marine-jaune-rouge vierge). Or à l'époque, ce drapeau comportait un blason au centre, car le pays était encore sous domination communiste.
- Lorsqu'un des enfants jamaïcains écrit les noms des pays au tableau, il a notamment fait figurer l'Angleterre (alors que c'est censé être tout le Royaume-Uni), la Finlande (qui n'a jamais eu d'équipe de bobsleigh aux Jeux olympiques) et, enfin, la Russie (alors que cela aurait dû être l'URSS).

En revanche, on voit apparaître à la fin du film, lors de la dernière descente des Jamaïcains, la vraie vidéo extraite des Jeux olympiques d'hiver de 1988 où l'on voit la chute de l'équipe lorsqu'elle aborde le virage trop vite. L'équipe franchira la ligne d'arrivée à pied. À noter qu'une scène a été coupée depuis la sortie du film. Celle-ci montre un sabotage nocturne du bobsleigh de l'équipe jamaïcaine par le coureur est-allemand Josef Grool, ce sabotage étant à l'origine de la défaillance technique du bobsleigh lors de la dernière course.